# 古松崇志
古松 崇志（ふるまつ たかし、1972年 - ）は、日本の歴史学者。専門はユーラシア東方史。京都大学人文科学研究所教授。

## 経歴
1972年生まれ。1991年、京都大学文学部史学科に入学。1995年に卒業し、同大学大学院文学研究科に進学。1997年に修士課程を修了し、 1999年5月に博士後期課程を退学。
同1999年5月に京都大学人文科学研究所助手に採用された。2007年、同研究所助教に昇格。2008年、学位論文『一〇～一四世紀ユーラシア東方の国家と社会』を京都大学に提出して文学博士号を取得。2010年10月、岡山大学社会文化科学研究科准教授に転じた。2017年、京都大学人文科学研究所准教授に就いた。2021年より京都大学人文科学研究所教授。

## 著作

### 単著
- 古松崇志『草原の制覇：大モンゴルまで』岩波書店〈岩波新書〉、2020年3月21日。ISBN 4004318068。
- 古松崇志『中國的歷史3：草原的稱霸』聯經出版（中国語版）、2021年11月4日。ISBN 9789570860511。
- 古松崇志『ユーラシア東方の多極共存時代：大モンゴル以前』名古屋大学出版会、2024年2月29日。ISBN 9784815811501。

### 共著
- 中尾正義 編『オアシス地域の歴史と環境：黒河が語るヒトと自然の2000年』勉誠出版、2011年3月。ISBN 9784585230069。
- 岡本隆司 編『中国経済史』名古屋大学出版会、2013年11月。ISBN 9784815807511。
- 冨谷至・森田憲司 編『概説中国史』昭和堂、2016年1月。ISBN 9784812215173。
- 岡本隆司 編『중국 경제사』慶北大學校出版部、2016年10月。ISBN 9788971804452。
- 古松崇志・臼杵勲・藤原崇人・武田和哉 編『金・女真の歴史とユーラシア東方』勉誠出版、2019年4月。ISBN 9784585226994。